# Samsung S8500
Il Samsung Wave S8500 è stato il primo smartphone con sistema operativo Bada, il software proprietario del produttore Samsung. Messo in commercio il 1º giugno 2010, il Samsung Wave si presenta con una scocca in alluminio, completata nella parte superiore e inferiore da inserti in plastica e da uno schermo SuperAMOLED anti-graffio. È stato il primo terminale a essere dotato di uno schermo SuperAMOLED e della codifica bluetooth 3.0.

## Caratteristiche di rilievo
- Schermo: Super AMOLED da 3,3" 16:10 antigraffio e oleo-repellente di tipo Gorilla Glass
- Risoluzione: 800 × 480 pixel a 283 PPI, 16 milioni di colori
- Massa: 116 g
- Processore ARM Cortex A8 1 GHz con GPU Power VR540
- Memoria Archiviazione interna: 1 GB per le applicazioni, 384 MB utilizzabili dall'utente come archivio, espandibile con microSD fino a 32 GB
- Memoria RAM: 512 MB
- Dimensioni: 118 × 56 × 10,9 mm³
- Batteria da 1,5 A⋅h con autonomia fino a 7h in conversazione e 500h in standby
- Bluetooth 3.0
- WiFi b\g\n
- A-GPS
- DAC\Codec Wolfson WM8994E con rapporto segnale rumore (SNR) di 100 dB
- Radio FM con sistema Auto Frequenza e registrazione delle trasmissioni
- Riproduzione nativa dei formati MP3, AAC, AAC+, e-AAC+, WMA, AMR, WAV, MP4, MPEG4, H.263, H.264, WMV, FLV, AC3(bada 2.0), FLAC(bada 1.2), FLV, DivX, XviD, MKV con supporto ai sottotitoli
- Uscita TV Jack->RCA Composito
- DLNA
- Registrazione di video ad alta risoluzione (HD 720p 30 fps)
- Sensore di gravità
- Sensore di prossimità
- Magnetometro
- Sistema operativo: Bada
- Scocca in alluminio anodizzato

Lo smartphone è dotato di un processore ARM Cortex A8 da 1 GHz, prodotto dalla stessa Samsung (il quale consente un uso performante del terminale senza scatti), fotocamera posteriore con risoluzione di 5 megapixel con Auto-Focus tecnologia EDOF, Flash Led e con possibilità di riconoscimento dei volti e di geo referenziazione delle foto, registrazione video hd 720p a 30 fps, funzione Tethering, schermo da 3,3" tattile capacitivo e antigraffio con tecnologia Super AMOLED, GPS con A-GPS, 1 GB di memoria interna espandibile con ulteriori 32 GB tramite microSD e il nuovo sistema operativo di Samsung, Bada. Esso comprende anche TouchWiz 3.0, un'interfaccia utente creata interamente da Samsung, la quale prende spunto da Android/iPhone OS mentre si distacca molto da Symbian e BlackBerry OS. L'interfaccia di Bada mantiene alcuni aspetti importanti della Touchwiz Samsung, come l'utilizzo dei widget e il desktop ampliabile. Nella parte superiore dello schermo troviamo una zona notifiche, che consente di controllare la connessione WiFi/Bluetooth, i profili audio, la radio, i contenuti multimediali in funzione e le eventuali mail in entrata. Particolare è il Social Hub, applicazione integrata in Bada che permette un'aggregazione dei contatti dai diversi social network, o la possibilità di integrare agenda e contatti presenti in rubrica con i social network in questione.

## Successore
A causa di una carenza di schermi con tecnologia AMOLED, dovuta alla complessa produzione che non riusciva a soddisfare la domanda, Samsung, a quasi un anno dal lancio sul mercato, cessò la produzione del Wave presentando al contempo il Samsung Wave II GT-S8530, dispositivo con un design analogo e identiche caratteristiche hardware e software, ma privo dello schermo Super AMOLED, che venne sostituito con uno più grande da 3,7" ma con tecnologia Super Clear LCD. Questa scelta fece discutere a causa dei maggiori consumi e minore resa in termini di contrasto di questa tecnologia rispetto alla controparte.
All'IFA 2011 a Berlino Samsung presenta il Wave 3 GT-S8600, che può essere considerato il vero successore del Wave perché presenta miglioramenti sia nell'hardware, montando fra le altre cose un processore da 1,4 GHz e ritrovando uno schermo Super AMOLED di 4 pollici, sia nel software portando sul mercato la versione 2 del sistema Bada in anteprima.

## Bada 2.0
Il 24 febbraio 2012 viene distribuita per il mercato italiano la versione ufficiale 2.0 del sistema operativo anche per S8500.

## Riconoscimenti
Nell'agosto 2010 il Samsung Wave ha vinto il premio come European Social Media Phone 2010-2011, agli EISA Awards 2010-2011.